# Glenelg River (vattendrag i Australien, Victoria)
Glenelg River är ett vattendrag i Australien. Det ligger i delstaten Victoria, omkring 350 kilometer väster om delstatshuvudstaden Melbourne.
I omgivningarna runt Glenelg River växer i huvudsak städsegrön lövskog. Runt Glenelg River är det mycket glesbefolkat, med 2 invånare per kvadratkilometer. Genomsnittlig årsnederbörd är 1 019 millimeter. Den regnigaste månaden är juni, med i genomsnitt 164 mm nederbörd, och den torraste är februari, med 28 mm nederbörd.